# 산화 리튬
산화 리튬(Lithium oxide)은 화학식 Li
2O을 갖는 무기 화합물이다. 백색 고체이다. 특별한 중요성을 보이지는 않으나 수많은 물질들이 Li2O를 기초로서 구성되어 있다. 예를 들어 스포듀민의 Li2O 함량은 8.03%이다.

## 반응
이산화 탄소와 반응하면 탄산 리튬을 형성한다:
Li
2O + CO
2 → Li
2CO
3
물과 천천히 반응하면 수산화 리튬을 형성한다:
Li
2O + H
2O → 2LiOH

## 같이 보기
- 과산화 리튬
- 리튬 코발트 산화물
- 멤리스터